# Micurà de Rü
Micurà de Rü (nom oficial Nikolaus Bacher; Rü prop de San Ćiascian (al. St. Kassian / it. San Cassiano), Badia, 4 de desembre de 1789 - Wilten, Innsbruck, 29 de març de 1847) fou un lingüista ladí de nacionalitat austríaca.
Micurà de Rü fou el fill més petit de quatre d'una família de pagesos alpins. Va estudiar filosofia i teologia a Innsbruck, Trento i Salzburg. El 1814 fou ordenat sacerdot a Salzburg. Va estar anys en diverses parròquies d'Àustria. Fou també capellà castrense i professor en una escola militar per a nois de Milà. Fou també, per un breu període, lector d'italià a la Universitat d'Innsbruck.
Però, a més de la seva dedicació sacerdotal, el seu interès fou per la seva llengua materna, el ladí. En publicà una gramàtica el 1833, amb el títol Versuch einer Deütsch-Ladinischen Sprachlehre – Erstmalige Planung einer gesamtdolomitenladinischen Schriftsprache ("Esbós de gramàtica alemany-ladí. Primera proposta per a una llengua escrita unificada ladina"). Com indica el títol, la idea essencial d'aquesta gramàtica és la proposta d'una llengua escrita unificada per a tots els ladins.
L'Istitut Ladin "Micurà de Rü" a San Martin de Tor, institut per a la protecció i difusió del ladí, porta el seu nom.